# War of the Monsters
War of the Monsters, pubblicato in Giappone col titolo di Kaiju Daigekisen, è un videogioco di genere picchiaduro a incontri in grafica 3D, sviluppato dalla casa di videogiochi statunitense Incognito Entertainment e pubblicato da Sony Computer Entertainment in esclusiva per la console PlayStation 2. 
È stato distribuito negli Stati Uniti d'America a partire dal 14 gennaio 2003, in Europa dal 17 aprile dello stesso anno e in Giappone dal 25 marzo 2004.
Il gioco trae chiara ispirazione dai film di mostri, in particolar modo dal filone giapponese Kaijū Eiga e dai monster movie hollywoodiani degli anni '50, omaggiando le storie, le atmosfere e molte delle iconiche creature che hanno fatto la storia del genere. 
Una conversione digitale del titolo in HD Ready è stato pubblicata su PlayStation 3 il 31 luglio 2012, aggiungendolo al catalogo PlayStation Network.
Il 5 dicembre 2015, War of the Monsters è stato il primo titolo PS2, insieme a Twisted Metal: Black (sviluppato dalla stessa Incognito Entertainment), ad arrivare su PlayStation 4 attraverso il programma di emulazione organizzato da Sony. Questa versione digitale consiste in un aggiornamento del gioco in risoluzione Full HD nativa, con supporto a Trofei, possibilità di giocare su due sistemi PS4 diversi grazie alla esclusiva funzione Share Play, riproduzione remota e il supporto del secondo schermo per consultare i manuali di gioco su PlayStation Vita o PlayStation App.

## Trama
Negli anni '50, una testata giornalistica di fama mondiale chiamata Global Observer rivela in esclusiva la notizia che una flotta di astronavi extraterrestri sia entrata nel nostro sistema solare e si diriga verso il pianeta Terra. L'iniziale entusiasmo all'idea di entrare in contatto con una nuova civiltà e le speranze di vivere un'era di pace e progressione tecnologica vengono stroncate quando, pochi istanti dopo il loro arrivo, gli alieni iniziano una violenta invasione, riuscendo in breve tempo a mettere in ginocchio le principali potenze mondiali. 
Quando l'umanità sembrava destinata a soccombere, ingegneri e scienziati da tutto il pianeta hanno iniziato a cooperare in segreto, riuscendo a sviluppare una serie di cannoni a impulsi in grado di mandare in cortocircuito i velivoli degli invasori. Con le nazioni della Terra unite nella lotta, i cannoni sono stati piazzati per tutto il globo e attivati in sincrono, riuscendo ad abbattere gran parte delle navicelle che infestavano i cieli. 
Tuttavia, la vittoria sul nemico dallo spazio profondo ha avuto conseguenze catastrofiche quando il carburante radioattivo fuoriuscito dalle astronavi distrutte e riversato in fiumi, fogne e oceani ha iniziato a scatenare mutazioni e reazioni mai viste prima d'allora. Per un crudele scherzo del destino, le armi costruite per salvare il genere umano avevano contribuito a dar vita a mostri giganteschi con il risultato di una seconda, devastante invasione planetaria, questa volta da parte di creature titaniche. 
L'unico intento dei mostri appare quello di demolire qualsiasi cosa trovino sul loro cammino e uccidersi l'uno con l'altro per stabilire chi sia il più potente. Gli esseri umani, preso atto della totale inutilità di qualsiasi armamento in loro possesso, non possono dunque fare nulla se non osservare inermi gli scontri e sperare di essere ancora vivi per vedere quale creatura trionferà nella cosiddetta "Guerra dei Mostri".

## Modalità di gioco
War of the Monsters è un picchiaduro tridimensionale il cui gameplay consiste nel far scontrare due o più mostri all'interno di un'arena altamente distruttibile. Le diverse mappe disponibili, infatti, possono essere rase al suolo quasi del tutto man mano che la battaglia procede, permettendo di demolire gli edifici presenti o, in alcuni casi, di scatenare ulteriori catastrofi interagendo con certi elementi. Inoltre, è possibile raccogliere parti dello scenario, come veicoli e velivoli, macerie o pali elettrici, come armi da utilizzare per stordire o abbattere i nemici. 
Le principali modalità di gioco sono la campagna giocatore singolo e il multiplayer locale per 2 giocatori.

## I personaggi
- Agamo: è un ammasso roccioso creduto essere una costruzione della civiltà azteca, in verità è un'antica statua moai che ha preso vita propria dopo che un indigeno, durante un rituale, gli aveva versato la sostanza verde dentro al calderone, divenuto la sua testa. Ha il potere di staccarsi la testa e farsela ricrescere, per poterla lanciare al nemico come fosse un normale oggetto esplosivo.
  - Skin 1: originale, la pelle di pietra è grigia.
  - Skin 2: la pelle è verde muschio, con elementi di decoro rossi e dorati.
  - Skin 3: la pelle assume un aspetto polveroso e le tonalità si fanno marroni, rose e dorate.
  - Skin 4: versione robotica di Agamo, con una testa simile a quella di Sweet Tooth (personaggio della serie Twisted Metal, anch'essa prodotta dall'IncognitoEntertainment), una sfera chiodata al posto della mano destra.
- Congar: originariamente era uno scimpanzé spedito nell'orbita terrestre dalla NASA per esperimenti scientifici. La sua capsula spaziale è entrata in collisione con un'astronave mandata alla deriva dai cannoni a impulsi, incidente che l'ha esposto al carburante alieno mentre precipitava sul suolo terrestre, facendolo mutare in un gigantesco e feroce gorilla di circa 30 metri in grado di allungare i suoi arti ed emettere un devastante ruggito sonico. È un chiaro omaggio all'icona del cinema King Kong. È il primo mostro da sconfiggere.
  - Skin 1: originale, la pelliccia è marrone.
  - Skin 2: Yeti Congar, versione con pelliccia argentata e occhi luminescenti. È un probabile omaggio al gorilla dal pelo bianco presente in Primal Rage.
  - Skin 3: Mecha-Congar, versione robotica di Congar ispirata a Mechani-Kong, mostro presente nel film del 1967 King Kong - Il gigante della foresta.
  - Skin 4: versione completamente fatta di ghiaccio.
- Kineticlops: è un essere senza forma con un solo occhio formato da una permanente scossa elettrica. Ha il potere di concentrare l'energia presente nel territorio e canalizzarla per urtarla contro il nemico. La sua trasformazione si è avuta dopo che un guardiano notturno prese la scossa da un UFO schiantato in una centrale elettrica. Nel livello "Isola Atomica" ne appaiono all'infinito dalle torri di raffreddamento di una centrale nucleare, finché il giocatore non le rompe tutte.
  - Skin 1: normale, con fulmini bianco-violacei.
  - Skin 2: fulmini verdi.
  - Skin 3: fulmini nero-bluastri.
  - Skin 4: l'unica forma materiale di Kineticlops, simile ad un ibrido umano-anfibio.
- Magmo: mostro generato dallo schianto di un'astronave all'interno di un cratere attivo, che attraverso la fusione del carburante alieno con la lava ha dato vita a quello che è a tutti gli effetti un vulcano vivente dalle fattezze antropomorfe. Il suo corpo è formato da rocce e fluidi magmatici, è dotato di quattro braccia che lo rendono un furioso picchiatore e riesce a scatenare tutta la sua potenza naturale grazie all'abilità speciale di lanciare una scarica di meteoriti sull'avversario. 
  - Skin 1: originale, i massi che lo compongono sono neri e le fessure che li unisce sono fatte di lava.
  - Skin 2: il contrario dell'originale, i sassi sono incandescenti, le fessure sono fuligginose.
  - Skin 3: versione robotica di Magmo, simile ad una caldaia.
  - Skin 4: corpo ricoperto di lava e fiamme, le estremità degli arti sono nere.
- Preytor: è una mantide religiosa gigante, nata dagli esperimenti genetici di uno scienziato pazzo, che è stato poi mangiato dalla creatura stessa. È un omaggio al film del 1957 La mantide omicida. Appare insieme alla versione robotica di Congar.
  - Skin 1: normale, tutto verde.
  - Skin 2: rosso, simile ad una formica, presente in gruppi di sei assieme a Goliath-Prime in Rosdale Canyon.
  - Skin 3: versione robotica di Preytor.
  - Skin 4: giallo e nero, simile ad un'ape.
- Raptros: personaggio sbloccabile, è un drago con l'abilità di volare e sputare fuoco, in modalità avventura sono due creature da uccidere all'aeroporto militare su di un'isola. Il volo è una capacità che lo differenzia dalle altre creature, ma per effettuarlo si ha un notevole dispendio di energia. La sua origine è sconosciuta.
  - Skin 1: originale, rosso con ali dorate.
  - Skin 2: viola con ali verdi.
  - Skin 3: verde con ali dorate.
  - Skin 4: versione scheletrica di Raptros.
- Robo-47: robot militare costruito dall'Esercito statunitense e abbandonato in un hangar adibito agli armamenti dismessi dell'era atomica. Viene riattivato dalla dispersione del carburante alieno in prossimità del deposito, riportando alla luce le sue qualità belliche nella lotta a mostri ed extraterrestri: la sua prima apparizione avviene a Gambler's Gulch quando, dopo la sconfitta di Togera, viene scortato da elicotteri e carri armati per affrontare il giocatore. Altri due modelli di Robo-47 - differenti dall'originale - compaiono a Bay Town, impiegati nel respingere uno sciame di navicelle aliene all'assalto. Il suo design è ispirato principalmente a quello del gigantesco robot pilotato dai marziani in Mars Attacks!, ma ulteriori fonti di ispirazioni si possono trovare nel Gigante di Ferro.
  - Skin 1: originale, tutto argentato.
  - Skin 2: blu argentato.
  - Skin 3: rosso argentato.
  - Skin 4: scheletro interno di Robo-47, tutto cromato.
- Togera: gargantuesco dinosauro, sopravvissuto all'estinzione rimanendo ibernato per migliaia di anni negli abissi del Pacifico. È stato risvegliato dalla dispersione del carburante di un'astronave aliena affondata nelle profondità oceaniche, grazie al quale ha ottenuto la capacità di sputare getti letali di energia nucleare e di mutare il proprio corpo fino a far uscire spuntoni di osso per proteggersi. È un chiaro omaggio all'icona del cinema Godzilla, nonché al mostro marino del film Gorgo. 
  - Skin 1: originale, la pelle è verde.
  - Skin 2: viola-verde.
  - Skin 3: MechaTogera, versione robotica di Togera ispirata al kaijū Mechagodzilla.
  - Skin 4: Demon Togera, versione demoniaca di Togera dalla pelle rossa e dotata di corna
- Ultra V: gigantesco robot high-tech ideato da un'équipe di scienziati giapponesi per difendere la Terra dagli invasori spaziali. Tuttavia, la sfortunata idea di introdurre al suo interno l'energia proveniente da un'astronave recuperata dal governo ha generato nel robot un'indole distruttiva ed una forma di indipendenza: una volta attivato, ha devastato la base in cui si trovata per poi spiccare il volo. Ha il potere di emettere un potente raggio laser dagli occhi, lanciare un potente pugno che trascina a sé la preda ed è dotato di una spada al plasma. Il suo design è ispirato al Mecha Mazinger, mentre il suo nome è un riferimento alla serie Ultra Q. Due modelli di Ultra-V compaiono a Tsunopolis, alleati contro il giocatore. Inoltre, questo è l'unico mostro a non comparire mai nella sua forma originale nel corso dei livelli: ciò, unito al fatto che sia presente nella copertina, ha portato molti giocatori a pensare che si tratti del personaggio principale della modalità avventura. 
  - Skin 1: originale, tutto rosso e blu decorato d'oro.
  - Skin 2: tutto blu argentato.
  - Skin 3: tutto rosso argentato.
  - Skin 4: versione femminile di Ultra-V, tutta viola e con 6 propulsori di salto.
- Zorgulon: personaggio sbloccabile, è l'antagonista principale del gioco, appare nella penultima e nell'ultima missione ed è la causa del risveglio di tutti i mostri sulla Terra. È un alieno dalle dimensioni gigantesche molto somigliante a quelli presentati da Tim Burton in Mars Attacks!. Ha la capacità di allungarsi e raggiungere il personaggio usato in ogni parte del campo e di mandare flottiglie di UFO per attaccare.
  - Skin 1: originale, con pelle verde e occhi rossi.
  - Skin 2: pelle blu con occhi rossi.
  - Skin 3: pelle gialla con occhi verdi.
  - Skin 4: con una testa tutta carnosa, la pelle grigia, presenta un solo occhio e non ha più le chele.

## Boss
- Goliath-Prime: un enorme robot dotato di eliche da elicottero, affrontabile a Rosdale Canyon, in cui è stato posto dall'Esercito degli Stati Uniti a difesa del Bunker 51-A. Questa gigantesca macchina di distruzione compare sulla cima del bunker dopo che le formiche mutanti sono state sconfitte dal giocatore, dapprima lanciando delle sfere esplosive e, dopo averlo indebolito abbastanza, scagliandosi in un combattimento corpo a corpo. La sua tattica consiste nel roteare sfruttando le sue enormi eliche così da spazzare via l'avversario, alternando questi attacchi al lancio di missili. È vagamente ispirato ai Transformers, sia nell'aspetto che nel nome, simile a quello del celebre Optimus Prime.
- Vegon: gigantesca pianta carnivora generata dall'esplosione nucleare dell'Isola Atomica. Questo boss è composto da un enorme fiore centrale da cui fuoriescono tre teste e l'unico modo di danneggiarlo è lanciare detriti nelle tre rispettive fauci, che risultano vulnerabili solo poco prima di lanciarsi contro il giocatore per mangiarlo. Dopo aver colpito, le tre teste si ritirano ed emergono dal terreno radici uncinate che frustano il giocatore. Normalmente attacca sputando dalle tre bocche delle sfere verdi di energia.
- Cerebulon: boss finale della modalità avventura, leader degli invasori extraterrestri, ispirato ai tripodi ed ai marziani del celebre romanzo di H.G. Wells, La guerra dei mondi. Va affrontato in tre forme:
  - Forma Mech: attacca con un potentissimo raggio laser, ma dopo l'attacco disattiva il deflettore e rimane vulnerabile agli attacchi a distanza.
  - Forma Tripode: insegue il giocatore e lo danneggia con una scarica elettrica paralizzante e impossibile da parare, e l'unico modo di danneggiarlo è lanciargli contro i frammenti del mech.
  - Forma Finale: attacca con lunghe combo, rotolando contro il nemico e usando la furia, ma può essere danneggiato con i normali attacchi corpo a corpo.

## Accoglienza
La rivista Play Generation trovò i mostri ed i robot di questo gioco come i quinti protagonisti più giganteschi dei videogiochi usciti su PlayStation 2.